# Marko Bijač
Pour les articles homonymes, voir Petkovic.
Marko Bijač, né le 12 janvier 1991 à Dubrovnik, est un poloïste international croate évoluant au poste de gardien de but.

## Palmarès

### En club
Vkjug Dubrovnik
....-2018 Pro Recco

### En sélection
- Croatie
  - Jeux olympiques :
    - Médaille d'argent : 2016.

  - Championnat du monde :
    - Finaliste : 2015.
    - Troisième : 2013.

  - Jeux méditerranéens :
    - Vainqueur : 2013.